# Efecto Doppler relativista

Diagrama del corrimiento al rojo.

En física, el efecto Doppler relativista es el cambio observado en la frecuencia de la luz procedente de una fuente en movimiento relativo con respecto al observador. El efecto Doppler relativista es distinto del efecto Doppler de otro tipo de ondas como el sonido debido a que la velocidad de la luz es constante para cualquier observador independientemente de su estado de movimiento. A su vez, requiere para su explicación el manejo de la teoría de la relatividad especial.
El cambio en frecuencia observado cuando la fuente se aleja viene dado por la siguiente expresión:
{\displaystyle f_{o}=f_{s}{\sqrt {\frac {1-v/c}{1+v/c}}}},
donde:
{\displaystyle f_{o}} = frecuencia observada,
{\displaystyle f_{s}} = frecuencia emitida,
{\displaystyle v} = velocidad relativa, positiva cuando el emisor y el observador se alejan entre sí gracias a la frecuencia de velocidad.
{\displaystyle c} = velocidad de la luz
El efecto Doppler relativista no difiere del efecto Doppler normal a velocidades de desplazamiento muy inferiores a las de la luz. Pero a diferencia del efecto Doppler clásico, cuando el objeto se mueve con respecto del emisor en una dirección diferente a la de unión entre ambos se puede definir un efecto Doppler transverso y un efecto Doppler lateral.